# 庫湖
48°20′19.86″N 10°56′23.39″E / 48.3388500°N 10.9398306°E

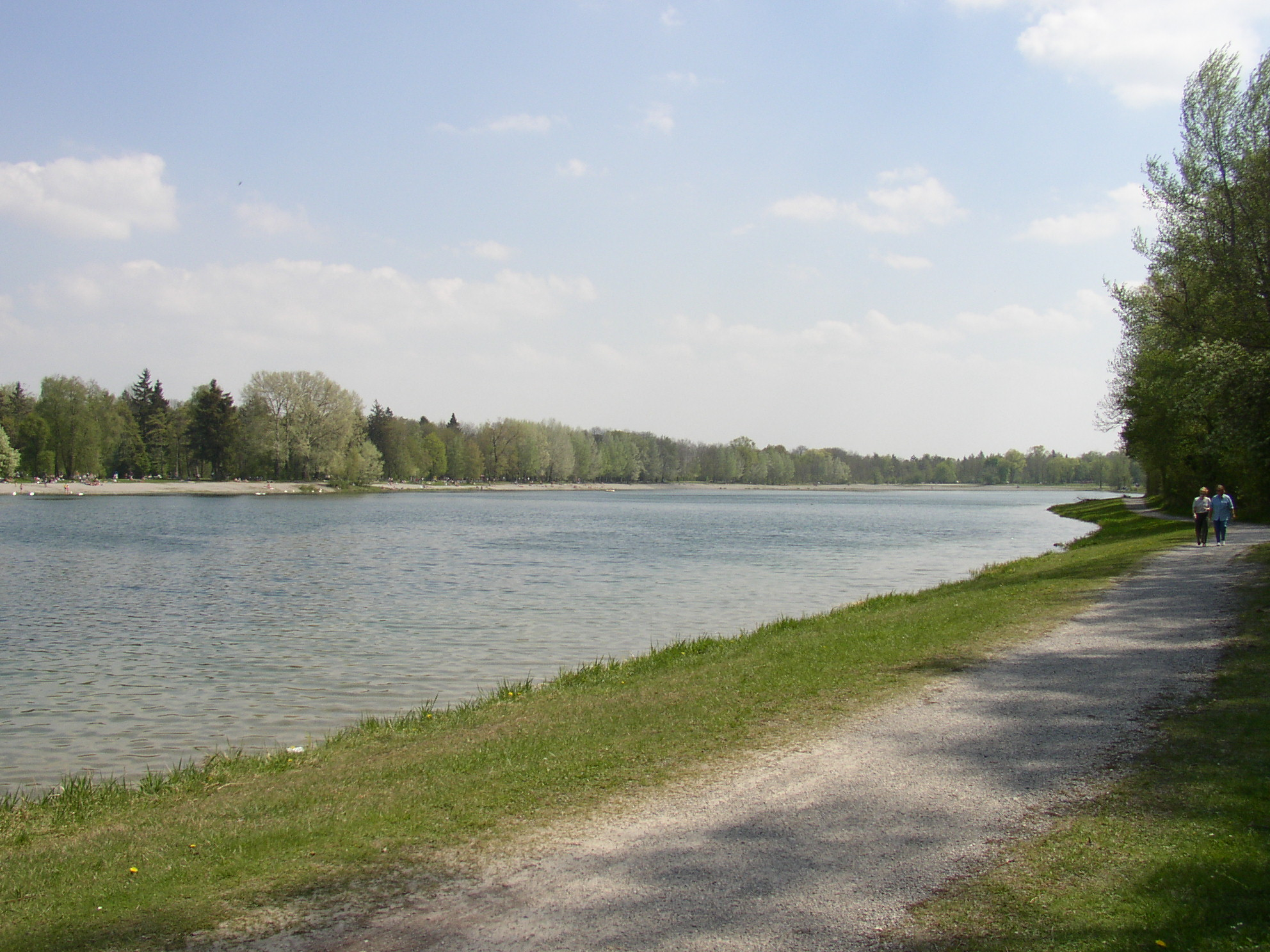

庫湖（德語：Kuhsee），是德國的人工湖泊，位於該國東南部，由巴伐利亞負責管轄，處於施瓦本行政區，長1.1公里、寬0.2公里，面積0.02平方公里，最大水深5米。